# Исидор Гунсберг
Исидор Гунсберг (на английски: Isidor Gunsberg) е британски шахматист от унгарски произход. Започва шахматната си кариера като оператор на автомата Мефисто, но по-късно става професионален шахматист.
Преселва се да живее във Великобритания през 1867 г., получавайки британско поданство на 12 май 1908 г.
В края на 1880-те и в началото на 1890-те години Гунсберг е сред най-силните шахматисти в света. В мачове, той побеждава Джоузеф Блекбърн през 1887 и Хенри Бърд през 1889 г. Завършва реми през 1890 г. в мач с Михаил Чигорин – бивш и бъдещ претендент за световната титла по шахмат. Същата година Гунсберг предизвиква Вилхелм Щайниц за световната титла; мачът се провежда в Ню Йорк, където Гунсберг губи срещата с 4 победи, 6 загуби и 9 ремита.
По-късно се занимава с журналистическа дейност в отделите за шахмат на лондонски вестници. След прекратяване на състезателната дейност живее в бедност.

## Турнирни резултати
- 1885 – Хамбург (1 м.)
- 1886 – Лондон (3-4 м. на 3-тия конгрес на Британския шахматен съюз); Нотингам (3-4 м.)
- 1887 – Лондон (1-2 м.)
- 1888 – Брадфорт (1 м.); Лондон (1 м.)
- 1889 – Ню Йорк (3 м.)